# Jan Tupikowski
Jan Tupikowski (ur. 6 kwietnia 1894 w Łukowie, zm. po 19 marca 1939) – kapitan administracji (piechoty) Wojska Polskiego, kawaler Orderu Virtuti Militari.

## Życiorys
Urodził się 6 kwietnia 1894 w Łukowie, w rodzinie Aleksandra i Ksaweryny z Milewskich. Ukończył cztery klasy w szkole miejskiej. W 1913 wyjechał do Moskwy, gdzie uczył się w szkole buchalteryjnej. Po zakończeniu nauki został zatrudniony w jednej z moskiewskich firm handlowych, w charakterze pomocnika buchaltera.
20 września 1915 został powołany do armii rosyjskiej i wcielony do 6 syberyjskiego pułku piechoty. Po ośmiomiesięcznym szkoleniu rekruckim został wysłany do szkoły praporszczyków w Gori (ros. Горийская школа прапорщиков). Po ukończeniu szkoły został przeniesiony do 124 pułku piechoty w celu odbycia praktyki. Później w składzie pułku marszowego został wysłany na front rumuński i tam wcielony do 32 pułku strzelców. 20 marca 1918 wyjechał na urlop wypoczynkowy, z którego już nie wrócił ponieważ wstąpił do Oddziału Polskiego w Odessie. Po rozwiązaniu oddziału próbował bez skutku przedostać się do I Korpusu Polskiego w Rosji. Następnie wstąpił do 4 Dywizji Strzelców Polskich, z którą przybył do kraju.
Do Wojska Polskiego został przyjęty z byłej armii rosyjskiej i przydzielony do 8 pułku piechoty Legionów. Wyróżnił się 23 września 1920 dowodząc 10. kompanią w walkach o Brzostowicę. 10 października 1920 dowódca III batalionu 8 pp Leg. porucznik Antoni Sikorski we wniosku na odznaczenie Orderem Virtuti Militari napisał:

dn. 23.9.1920 r. kiedy nieprzyjaciel w silnym natarciu chciał złamać naszą linię, pomimo że oba skrzydła były silnie zagięte do tyłu, ppor. Tupikowski ślicznym kontratakiem werżnął się w linię nieprzyjacielską i osiągnął szosę Brzostowicką. Odrzucony stamtąd, dwa razy jeszcze musiał zdobywać te same miejsca, które ostatecznie utrzymał. Cały czas szedł na czele swojej kompanii i świecił męstwem i odwagą.

Wniosek, w zastępstwie dowódcy pułku, podpisał kapitan Leon Winiarski, a poparł generał podporucznik Leon Berbecki, dowódca 3 Dywizji Legionów.
1 czerwca 1921, w stopniu porucznika, pełnił służbę w Centrum Wyszkolenia Wołkowysk, a jego oddziałem macierzystym był 8 pp Leg. Po zakończeniu działań wojennych kontynuował zawodową służbę wojskową w 8 pp Leg. w Lublinie. 3 maja 1922 został zweryfikowany w stopniu porucznika ze starszeństwem z dniem 1 czerwca 1919 i 1800. lokatą w korpusie oficerów piechoty, a 12 kwietnia 1927 prezydent RP nadał mu stopień kapitana z dniem 1 stycznia 1927 i 120. lokatą w korpusie oficerów piechoty. W lipcu 1928 został przeniesiony do kadry oficerów piechoty z równoczesnym przeniesieniem służbowym do Szkoły Podchorążych Piechoty w Ostrowi Mazowieckiej. W roku szkolnym 1928/29 był oficerem 6 kompanii podchorążych II rocznika, a w roku szkolnym 1929/30 komendantem klasy „C” 1. kompanii podchorążych. W styczniu 1930 został przeniesiony do 84 pułku piechoty w Pińsku. W marcu 1934 był dowódcą 2. kompanii 84 pp. Ukończył kurs informacyjny przy Ekspozyturze Nr 5 Oddziału II Sztabu Głównego we Lwowie. W listopadzie 1933 mjr dypl. Tadeusz Skinder proponował przenieść go z wojska do wywiadu Korpusu Ochrony Pogranicza. Po 1935 został przeniesiony do korpusu oficerów administracji (grupa administracyjna) i przydzielony do Komendy Rejonu Uzupełnień Pińsk na stanowisko kierownika I referatu ewidencji, na którym pozostawał do 19 marca 1939.
Był żonaty.

## Ordery i odznaczenia
- Krzyż Srebrny Orderu Wojskowego Virtuti Militari nr 1101[2] – 17 maja 1921[22][23][24][25]
- Krzyż Walecznych[24][25]
- Medal Pamiątkowy za Wojnę 1918–1921[26]
- Medal Dziesięciolecia Odzyskanej Niepodległości[26]
- łotewski Medal Pamiątkowy 1918-1928 – 6 sierpnia 1929[27]
- Medal Zwycięstwa[28]